# Galena, Alaska
Galena (koyukon: Notaalee Denh) är en ort (city) i Yukon-Koyukuk Census Area i delstaten Alaska i USA. Orten hade 470 invånare, på en yta av 62,40 km² (2010). Galena ligger vid Yukonfloden och har en egen flygplats. Iditarod Trail Sled Dog Race passerar genom Galena.